# 哈查哈維拉河 (因加維省)
哈查哈維拉河（Jach'a Jawira），是玻利維亞的河流，位於該國西部拉巴斯省的因加維省，處於維尼亞馬爾卡湖以南，是德薩瓜德羅河的支流。